# Almirall Hermal
Die Almirall Hermal GmbH ist ein deutsches Pharmaunternehmen mit Sitz in Reinbek. Der auf die Dermatologie spezialisierte Arzneimittelhersteller Hermal wurde 2007 von Almirall S.A. akquiriert. Daraufhin wurde die Almirall Hermal GmbH gegründet und ist eine Tochtergesellschaft der spanischen Almirall-Gruppe.
Die Almirall Hermal GmbH ist ein Produktionsstandort des Almirall-Konzerns und auch eine der größten Unternehmenstöchter. Ein Drittel der Beschäftigten am Standort Reinbek ist in der Produktion tätig. Die Produktionsfläche beträgt 14.000 m².

## Geschichte
Die Almirall Hermal GmbH geht auf ein 1945 von Kurt Herrmann in Magdeburg gegründetes Dermatologieunternehmen zurück. Dort war es in der Zeit um 1950 an der Adresse Helmstedter Straße 32a im Stadtteil Sudenburg ansässig. Ab 1960 firmierte es als Hermal Kurt Herrmann GmbH & Co. OHG in Reinbek. Zwischenzeitlich wurde die Hermal Kurt Herrmann GmbH & Co. OHG mehrfach verkauft, ehe sie 2007 für 376 Mio. EUR an den spanischen Almirall-Konzern überging. Unter Almirall-Führung wurde die heutige Almirall Hermal GmbH im Juli 2007 im Handelsregister eingetragen; sie übernahm die Hermal Kurt Herrmann GmbH & Co. OHG von Reckitt Benckiser. 2014 baute das Unternehmen seinen Standort in Reinbek durch Errichtung einer 820 m² großen Produktionsanlage weiter aus. Der Mutterkonzern Almirall S.A. übernahm am 5. Februar 2016 die Poli-Gruppe mit Sitz in Lugano. Die Taurus Pharma GmbH mit Sitz in Bad Homburg, die eine Tochtergesellschaft der Poli-Gruppe war, wurde im November 2016 in einer konzerninternen Transaktion durch Almirall Hermal übernommen und am 1. Januar 2017 mit der Almirall Hermal GmbH verschmolzen.

## Unternehmensstruktur
Die Almirall Hermal GmbH ist eine Tochtergesellschaft des spanischen Almirall-Konzerns. Im Geschäftsjahr 2020 waren 299 Mitarbeiter bei Almirall Hermal beschäftigt, die Umsatzerlöse betrugen 222,1 Mio. EUR. Das Unternehmen wird von Alessandro Cappella, Kai Sauerbier, Esteban Conesa Panicot und Paolo Cionini geleitet.

## Medikamente und Medizinprodukte
Die Almirall Hermal GmbH produziert und vermarktet dermatologische Arzneimittel und Medizinprodukte. Unter anderem stellt das Unternehmen Arzneimittel zur Behandlung der Psoriasis (Schuppenflechte), Aktinischen Keratose (Frühform des hellen Hautkrebs), Ekzemen, Hautinfektionen, Akne und Nagelerkrankungen her.